# Radialsystem III

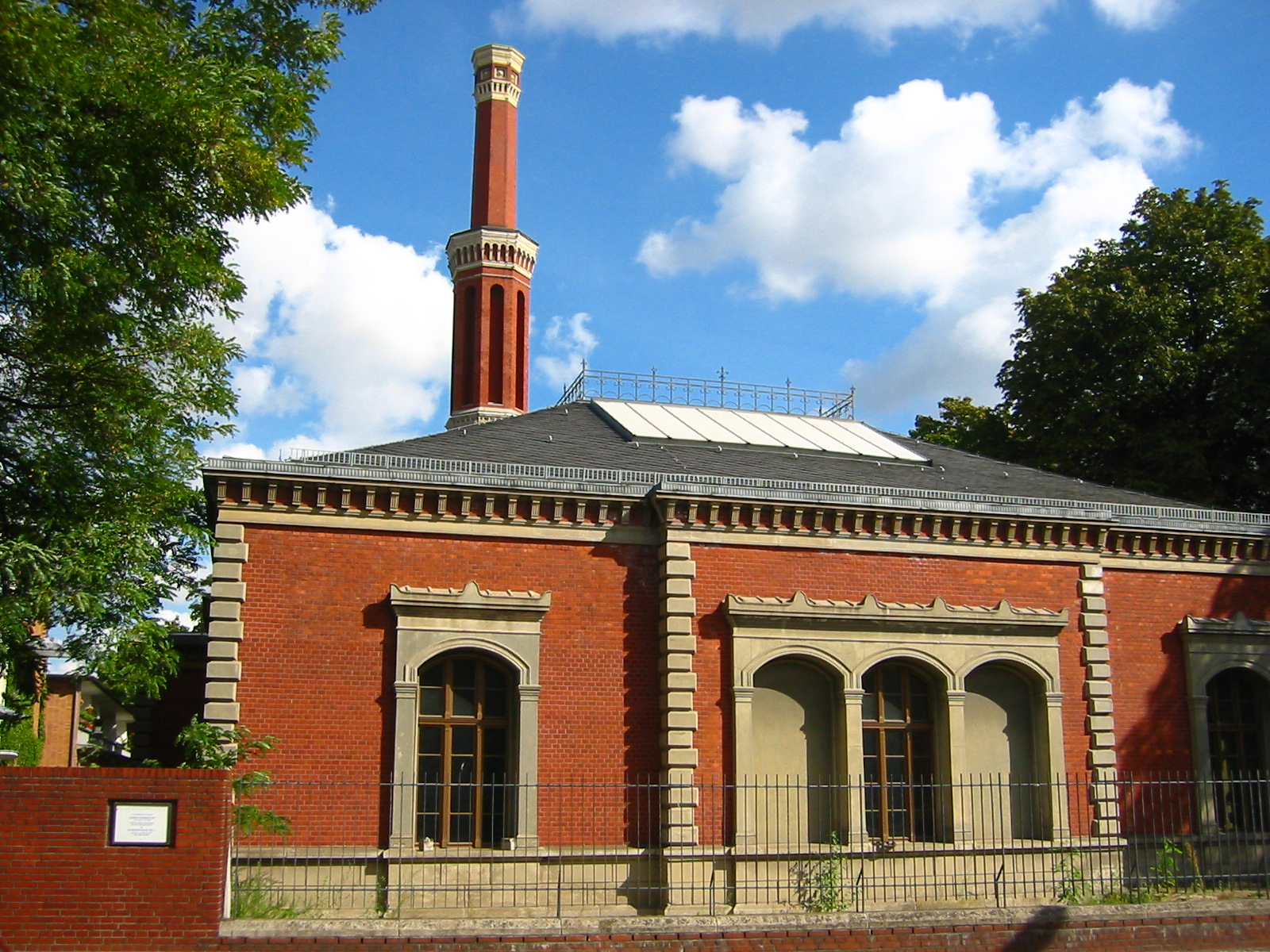
Pumpwerk des Radialsystems III am Halleschen Ufer

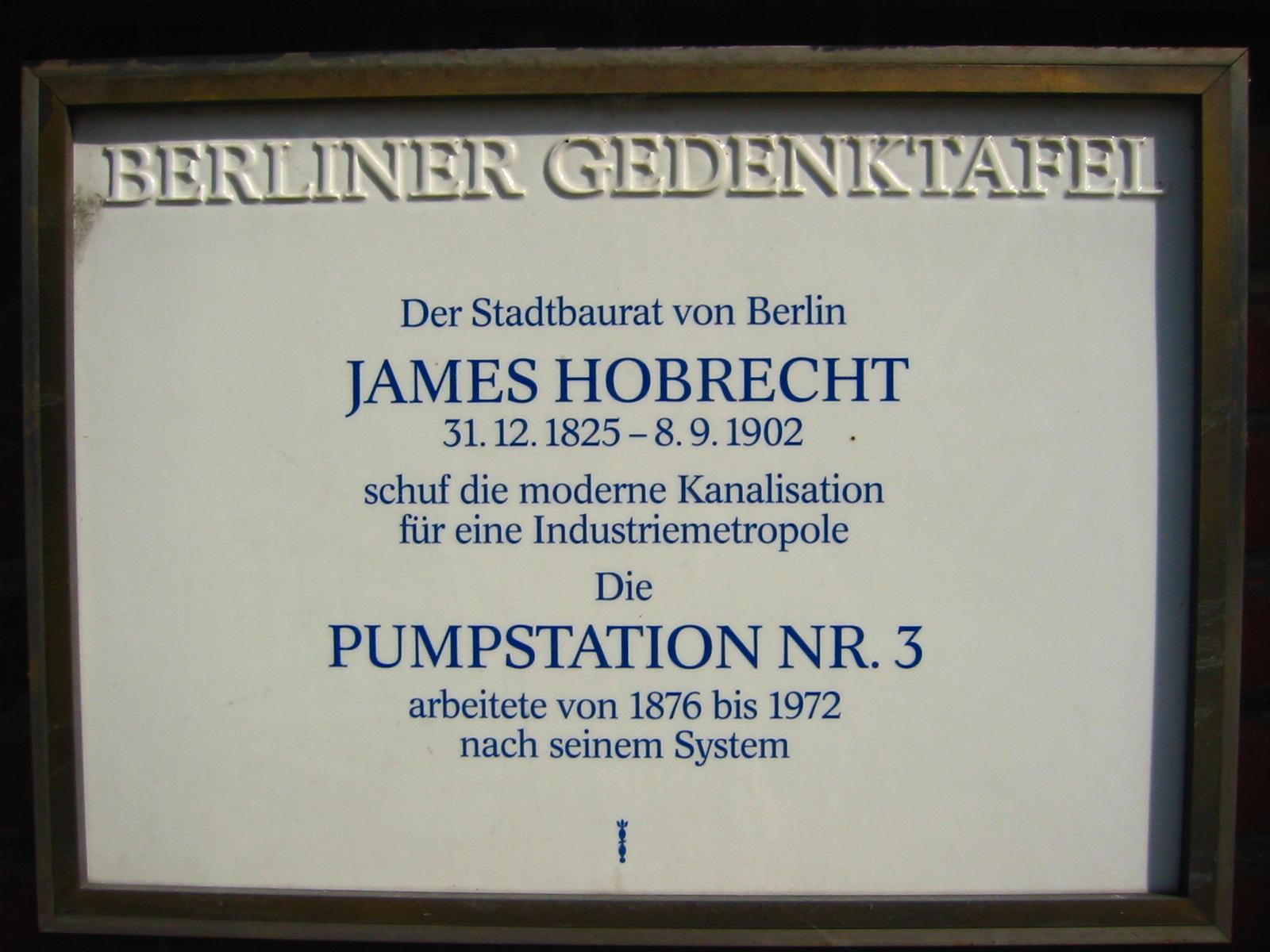
Berliner Gedenktafel zu Ehren James Hobrechts

Das Radialsystem III ist ein Teilbereich der Kanalisation von Berlin, der 1878 in Betrieb ging. Die Pumpstation des Radialsystems III auf dem heutigen Grundstück Hallesches Ufer 78 (ursprünglich zum Grundstück Schöneberger Straße 21 gehörend) war das erste Abwasserpumpwerk der Stadt, das erhaltene Pumpenhaus ist damit das älteste bauliche Zeugnis für die Berliner Abwasserbeseitigung und steht seit 1977 unter Denkmalschutz.

## Geschichte
Durch die rasch anwachsende Bevölkerung während der Industrialisierung wurde es in der zweiten Hälfte des 19. Jahrhunderts dringend notwendig, die entstehenden Abwässer zu kanalisieren. Der Ingenieur James Hobrecht plante ab 1860 zwölf solcher als Radialsystem bezeichneter Anlagen für Berlin, welche die Abwässer aus dem damaligen Stadtgebiet auf außerhalb des Stadtkerns liegende Rieselfelder pumpen sollten. Währenddessen verschlechterten sich die hygienischen Zustände in der Stadt stetig. 1869 wurde ein Gremium unter der Leitung des Arztes Rudolf Virchow ins Leben gerufen, um die bisherigen Entwürfe zu prüfen und Schlussfolgerungen zu ziehen. Hobrecht erhielt den Auftrag, in Kreuzberg ein Versuchsgelände einzurichten, um die natürliche Reinigung der Abwässer durch Einleitung in landwirtschaftlich genutzte Rieselfelder zu untersuchen. Die positiven Ergebnisse dieser Berieselungsversuche führten zur Umsetzung von Hobrechts Planungen.
Als erstes entstand das Radialsystem III mit seinem Pumpwerk. Die Stadtverordneten genehmigten im März 1873 sechs Millionen Mark für den Bau, und zwischen 1873 und 1876 wurde es nach Hobrechts Plänen ausgeführt. Es sammelte die Abwässer aus den Berliner Stadtvierteln Friedrichstadt, Dorotheenstadt, Alt-Kölln und Tiergartenviertel; dieses Gebiet war mit über 100.000 Einwohnern das am dichtesten besiedelte im damaligen Berlin. 1877 wurde das Radialsystem III mit einem Kanalnetz von insgesamt über 80 Kilometern Länge fertiggestellt. Der 1. Januar 1878 gilt als offizielles Datum für die Inbetriebnahme der Berliner Kanalisation.
Während die von Hobrecht konzipierten Radialsysteme weiter Teil der Berliner Kanalisation blieben, wurde die Pumpstation des Radialsystems III in den 1970er Jahren stillgelegt. Das erhaltene Pumpenhaus wurde 1977 als technisches Baudenkmal unter Denkmalschutz gestellt und von 1978 bis 2009 als Berliner Lapidarium genutzt. 
Nach dem Ende dieser Nutzung wurde das Gebäude im gleichen Jahr von Christian Boros erworben, der es zu einem Bürogebäude für seine Kommunikationsagentur umbauen ließ. Der Umbau wurde 2013 mit dem Berliner Architekturpreis in Bronze gewürdigt.